# Uuhenvahankivi
Uuhenvahankivi är ett gränsmärke i Finland.   Det ligger där kommunerna Eura, Raumo och Letala möts, på gränsen mellan landskapen Satakunta och Egentliga Finland, i den sydvästra delen av landet, 190 km nordväst om huvudstaden Helsingfors. Uuhenvahankivi ligger 48 meter över havet.

## Omgivningarna
Terrängen runt Uuhenvahankivi är mycket platt. Runt Uuhenvahankivi är det glesbefolkat, med 15 invånare per kvadratkilometer. Närmaste större samhälle är Lappi, 10,1 km norr om Uuhenvahankivi. I omgivningarna runt Uuhenvahankivi växer i huvudsak barrskog.

## Klimat
Trakten ingår i den hemiboreala klimatzonen. Årsmedeltemperaturen i trakten är 2 °C. Den varmaste månaden är juli, då medeltemperaturen är 16 °C, och den kallaste är januari, med −12 °C.